# Unterseeboot U-118 (1918)
Pour les autres navires du même nom, voir Unterseeboot 118.
L'Unterseeboot U-118 est un sous-marin mouilleur de mines de type UE II de la Kaiserliche Marine. C’est l’un des 329 sous-marins servant dans cette marine pendant la Première Guerre mondiale. Il a participé à la guerre navale et à la première bataille de l'Atlantique.

## Historique des services
Après sa construction au chantier naval AG Vulcan Stettin à Hambourg, l'U-118 est mis en service le 8 mai 1918. Il est commandé par Herbert Stohwasser. Il rejoint la I. Flottille opérant dans l’océan Atlantique Est. Après quatre mois sans couler de navires, l'U-118 remporte son premier succès le 16 septembre 1918. Environ 175 milles marins (282 km) au nord-ouest de Cabo Villano, l'U-118 torpille et coule le navire à vapeur britannique Wellington. Le mois suivant, , il coula son deuxième et dernier navire, le pétrolier britannique Arca, le 2 octobre 1918 à environ 40 milles (64 km) au nord-ouest de l’île de Toraigh. La fin des hostilités le 11 novembre 1918 a entraîné la reddition de la marine impériale allemande. L'U-118 est livré aux Alliés à Harwich le 23 février 1919

### Échouage à Hastings
L'U-118 devait être transféré à la France, mais alors qu’il était en route de Harwich vers Brest en compagnie de l'UB-121, il a été désemparé par une tempête aux premières heures du 15 avril 1919. Il s’est échoué à environ 00 h 45 sur la plage de Hastings dans le Sussex, juste devant l’hôtel Queens.
Au départ, on a tenté de déplacer le navire échoué. Trois tracteurs ont tenté de remettre à flot le sous-marin, et un destroyer français a essayé de le couper en deux avec ses canons. Tous ces efforts ont échoué, et la proximité du sous-marin avec la plage publique et l’hôtel Queens a empêché l’utilisation d’explosifs.
Le sous-marin échoué est devenu une attraction touristique populaire, et des milliers de personnes ont visité Hastings durant les vacances de Pâques pour le voir. Il était sous l’autorité de la station locale des garde-côtes, et l’Amirauté a permis au greffier de la ville d’Hastings de facturer une petite somme aux visiteurs qui montaient sur le pont. Cela a duré deux semaines, au cours desquelles la ville a gagné près de 300 £ (l’équivalent de 18500 £ de 2024) pour aider à financer l’accueil des soldats de la ville qui revenaient de la guerre.
Deux membres des garde-côtes, le chef de bateau William Heard et le chef de navire W. Moore, ont montré l’intérieur du sous-marin à des visiteurs importants. Les visites ont été interrompues à la fin d’avril, lorsque les deux garde-côtes sont tombés gravement malades. On pensait que la cause était la nourriture pourrie à bord, mais l’état des hommes s’est aggravé. Moore est mort en décembre 1919, suivi de Heard en février 1920. Une enquête a conclu qu’un gaz nocif, possiblement du chlore libéré par les batteries endommagées du sous-marin, avait causé des abcès aux poumons et au cerveau des hommes.
Bien que les visites à l’intérieur du sous-marin aient cessé, les touristes venaient toujours se faire photographier à côté ou sur le pont du sous-marin. L’épave a été vendue par l’Amirauté britannique à la société James Dredging Co. le 21 mai 1919 pour 2200 £ (128000 £ de 2024) et a été démolie sur la plage jusqu’en 1921. Le canon de pont a été laissé sur place, mais il a été retiré en 1921. Une partie de la quille du navire peut encore être vue, enfouie dans le sable de la plage.

## Affectations
- I Flotille : de début inconnu au 11 novembre 1918.

## Commandants
- Kapitänleutnant Herbert Stohwasser [6] : du 8 mai 1918 au 11 novembre 1918

## Navires coulés
| Date              | Nom        | Nationalité    | Tonnage | Destin.                             |
| ----------------- | ---------- | -------------- | ------- | ----------------------------------- |
| 16 septembre 1918 | Wellington | United Kingdom | 5600    | Coulé, 5 membres d’équipage perdus  |
| 2 octobre 1918    | Arca       | United Kingdom | 4839    | Coulé, 52 membres d’équipage perdus |